# 芙丽芙丽
芙丽芙丽（英語：Folli Follie）既是集团名称，也是品牌名称。芙丽芙丽集团旗下拥有芙丽芙丽和Links of London两个品牌，并在一些国家为某些著名品牌担任独家代理。芙丽芙丽品牌是一家设计和制造珠宝首饰的时尚品牌，于1982年创立于希腊雅典，如今在全球25个国家开设了超过390家店铺。

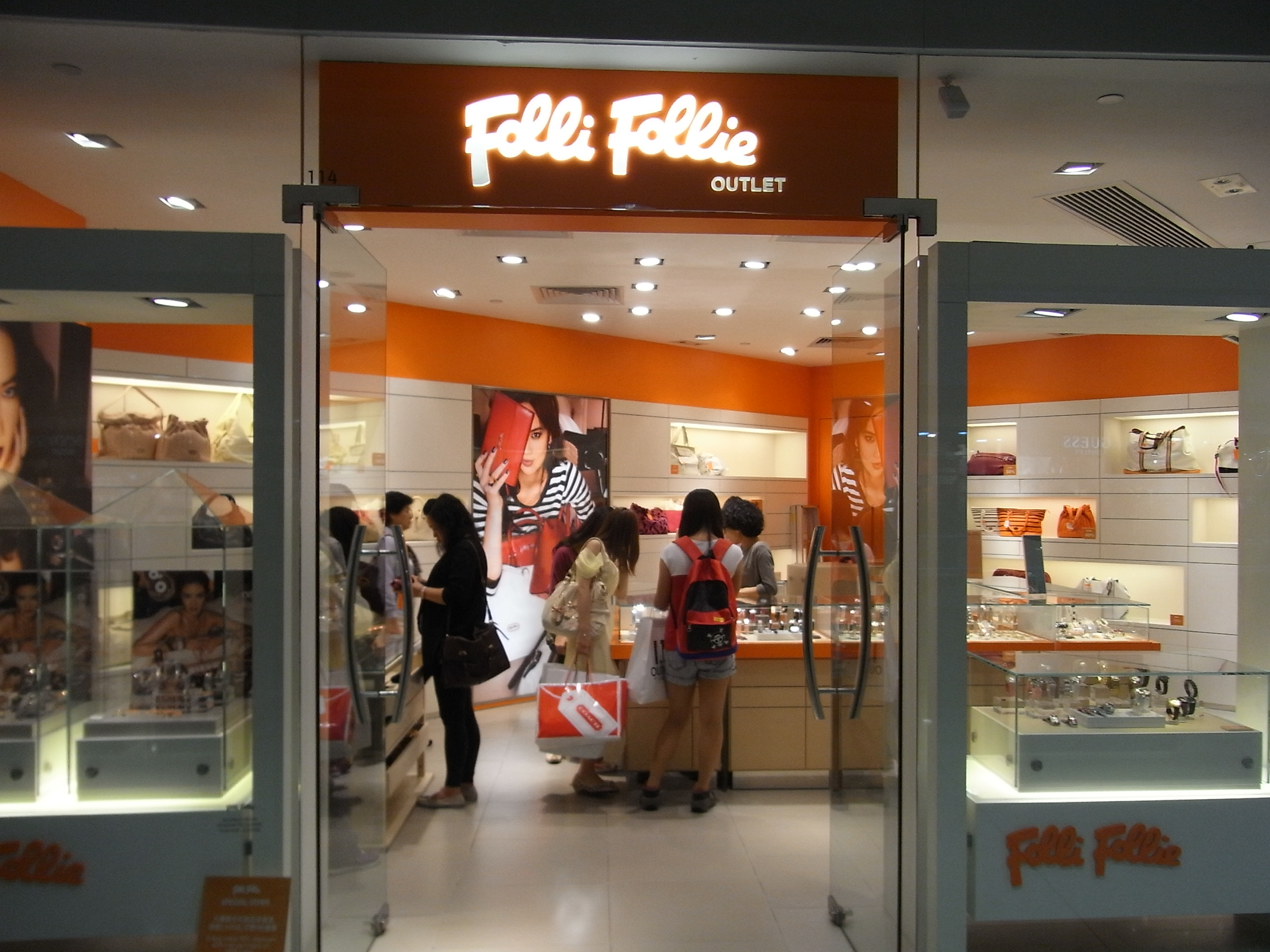
香港一家芙丽芙丽店鋪

## 品牌介绍
1986年，Dimitris Koutsolioutsos先生及其夫人Ketty Koutsolioutsos在希腊创立了芙丽芙丽品牌。雅典市中心的第一家芙丽芙丽销售店铺标志着芙丽芙丽品牌的诞生。
在创立之初，芙丽芙丽致力于设计制造珠宝首饰，以创意风格、时尚设计、高档材质、合理价格为主要卖点。随着1994年手表系列和1998年配饰系列的加入，芙丽芙丽逐步成为了跨越珠宝、手表、配饰三界的完全时尚品牌。
如今，芙丽芙丽品牌已在在全球25个国家开设了390多家店铺，许多国家的享誉世界的时尚中心都有芙丽芙丽的销售店铺，包括伦敦龐德街、东京银座、巴黎皇家路、香港中环、纽约麥迪遜大道等。不仅是地面，芙丽芙丽的销售网络还覆盖到了“天空”。芙丽芙丽的产品在许多主要的国际航线上都有销售，例如中国国际航空、英国航空、新加坡航空等。
2002年8月，芙丽芙丽进入中国，在上海最繁华的商业街区之一淮海中路开设了它在中国的第一家旗舰店。如今，芙丽芙丽在中国的27家城市拥有76家销售网点，销售网络覆盖整个中国。

## 代言人
- 2011年1月17日，芙丽芙丽正式宣布委任乐基儿为全球品牌代言人。

## 集团介绍
芙丽芙丽集团旗下拥有芙丽芙丽和Links of London两个品牌。芙丽芙丽品牌以“合理的价位”提供时尚产品，主打理念是“价格合理的时尚奢华”，产品涉及珠宝、配饰、手表、童装和礼品等等。Links of London创立于1990年，在2006年加入芙丽芙丽集团。Links of London由一对相恋于香港的英国男女创立，其产品带有浓厚的英国风情，以标志性的纯银糅合珊瑚、玛瑙、玉髓等不同材质，将传统与创新融于一身。
除以上两个品牌之外，芙丽芙丽集团主要的业务范围是品牌代理和旅游零售业。芙丽芙丽集团在包括希腊在内的一些国家独家代理某些著名时尚品牌，例如掛毯公司、匡威、哈雷戴维森等。芙丽芙丽集团的销售网络遍布全球，尤其在旅游业零售市场表现突出，在许多机场免税店都有它的销售网点。在一些主要国际航线的飞机上，芙丽芙丽和Links of London的产品也有销售。

## 历史
芙丽芙丽创立于1982年，总裁Dimitris Koutsolioutsos先生和他的夫人Ketty Koutsolioutsos在希腊雅典的市中心开设第一家芙丽芙丽店铺。自此，芙丽芙丽开始了在珠宝首饰上的时尚设计、制作和销售之路。芙丽芙丽另外两大系列女装手表和配饰系列分别启动于1995年和1998年。随着业务的扩大，芙丽芙丽于1995年进入日本市场并在5年内迅速获得了日本市场40%的销售业务。
1997年，芙丽芙丽在雅典证券市场挂牌上市，这成为了芙丽芙丽历史上的一个里程碑。2002年进入中国和西班牙市场以及旅游零售业务的开启，给芙丽芙丽集团的发展提供了新的契机，促使它在2003年购买希腊免税店Hellenic Duty Free Shops（HDFS）20%的股份，并于2006年7月通过HDFS收购了Links of London。
芙丽芙丽与中国的缘分开始于2002年它在上海淮海路开设的中国第一家旗舰店，2006年12月它的童装系列登陆中国，至今已在上海和北京开设了7家店铺。芙丽芙丽在日本市场一直保持着不俗表现，在2008年通过HDFS收购了Elmec Sport股份，获得了芙丽芙丽在日本的销售业务。

## 产品系列

### 珠宝
芙丽芙丽最先涉足的是珠宝首饰系列，在创立之初的首批产品就是以纯银和威尼斯玻璃为主要材质的首饰。芙丽芙丽的首饰主要采用18K金、纯银、不锈钢、宝石以及半宝石等为主要材料，价格多为千元左右，是价格合理的大众消费奢侈品。芙丽芙丽的首饰色彩绚丽、创意丰富，符合年轻人的时尚品位，多为时尚白领所喜爱。

### 手表
1994年，芙丽芙丽启动女装手表系列；2006年，芙丽芙丽重新启动男表系列。在芙丽芙丽的手表理念中，手表跳脱出传统的计时器观念，成为了适合于每日佩戴的时尚配饰。芙丽芙丽的手表也秉承了芙丽芙丽品牌的创意风格，加入许多青春时尚元素，例如陶瓷、橡胶等材质以及蝴蝶、四叶草等图案，为沉闷的“滴答滴答”声添加了轻松跳跃的情绪。

### 配饰
芙丽芙丽的配饰系列于1998年启动，那也是芙丽芙丽进入亚洲市场的同一年。最初，芙丽芙丽的配饰主打的是包袋皮具等，近年来还纳入了围巾、太阳镜、手镯、坠饰等其他配饰。青春和创意是芙丽芙丽配饰系列的主要风格，它不同于其他传统奢侈品牌的庄重肃穆的格调，而是以独特的希腊浪漫风格感染着新一代都市人。

### 男士系列
芙丽芙丽的男士系列仅限于其男士手表，并没有其他的男士产品。然而，与其他男士手表品牌不同的是，芙丽芙丽男士手表吸收了该品牌一贯的浪漫时尚风格，能够在满足男士对中高档手表的需求的同时加入些许时尚元素，引领一代男表时尚。

### 童装
自从2006年芙丽芙丽童装进入中国，至今已在上海、北京拥有7家专卖店。芙丽芙丽的童装设计风格以希腊式奢华为主，整体感觉较为时尚、高雅和充满运动气息。由于是针对儿童，芙丽芙丽童装面料的选用也是十分讲究，多采用舒适柔软的面料，并由设计师精心剪裁，呵护儿童幼嫩的皮肤又能展现出小王子和小公主们的时尚。(童装於2007年退出市場)

## 设计的世界
芙丽芙丽的产品设计不仅限于产品本身，还延伸到芙丽芙丽全部的视觉效果和公司形象中。橙色和白色是芙丽芙丽的主打色彩，在每个店铺的大logo上以及墙面、柜台、天花板、沙发上随处可见。除了店面设计、橱窗布置、产品陈列之外，其推广资料和传播策略中也包含有统一的设计理念。在全球各处，芙丽芙丽的品牌形象都是完美统一的，创造出了一个芙丽芙丽的世界。

## 中国大陸店铺分布
芙丽芙丽产品于下列三十个城市有售：
北京、哈尔滨、沈阳、大连、天津、长春、青岛、郑州、石家庄、西安、太原、济南、上海、南京、无锡、苏州、常州、杭州、宁波、温州、福州、长沙、镇江、广州、深圳、昆明、成都、重庆、武汉、贵州。

## 产品展示
- Flower Ball系列
- Dream Girls系列
- Match & Dazzle项链
- Match & Dazzle戒指

## 外部連結
- Folli Follie 官方網頁
- 芙丽芙丽的Facebook專頁
- 芙丽芙丽的X（前Twitter）
- YouTube上的芙丽芙丽頻道
- 芙丽芙丽的Instagram帳戶